# Khrestivka
Khrestivka eller Kirovskoye (ukrainsk: Кіровське, russisk: Кировское)  er en By af regional betydning, i   de jure Donetsk oblast, Ukraine,  de facto Folkerepublikken Donetsk. 
Byen har en befolkning på omkring 27,441 (2021).

## Historie
Den 14. april 2014 indtog pro-russiske aktivister Khrestivka rådhus og erklærede, at byen var en del af den separatistiske Folkerepublikken Donetsk. Siden da er byen forblevet under DPR's kontrol.
Den 12. maj 2016 omdøbte Ukrainske myndigheder (in absentia) byen til "Khrestivka'" på grund af de  Ukrainske afkommuniseringslove. Under DPR forbliver bynavnet Kirovskoje.

## Demografi
Efter folketællingen  2001 fordeler etnicitet og sprog sig således:
Etnicitet
- Ukrainere: 54,2%
- Russere: 41,6%
- Hviderussere: 1,4%
- Azerbaijanere: 0,5%
- Tatarer: 0,4%

Language
- Russisk: 82,39%
- Ukrainsk: 16,90%
- Hviderussisk: 0,15%
- Armensk: 0,05%